# Сосинский, Алексей Брониславович
Алексей Брониславович Сосинский (род. 7 октября 1937, Париж) — советский и российский математик, кандидат физико-математических наук, популяризатор науки.

## Биография
Родился в семье эмигрантов из России. Внук председателя Всероссийского учредительного собрания В. М. Чернова. В 1954 году окончил в Нью-Йорке французский лицей и поступил в Нью-йоркский университет, получив там степень бакалавра с отличием в 1957 году.
В 1957 году переехал в СССР и был принят на второй курс механико-математического факультета МГУ, который окончил в 1961 году. Уже во время учёбы проявил интерес к топологии, которой он занимался под руководством Людмилы Всеволодовны Келдыш.
После окончания вуза работал на мехмате, в 1966 году защитил кандидатскую диссертацию, но в 1974 году из-за письма в защиту Солженицына и возникших проблем с КГБ и партийным руководством факультета был вынужден уволиться из МГУ и стал работать в редакции научно-популярного журнала «Квант», предназначенного для школьников, интересующихся математикой и физикой. Вёл занятия в так называемом Народном университете, организованном Беллой Субботовской. С 1987 по 1994 год читал лекции в Московском институте электронного машиностроения.
По состоянию на 2020-й год — профессор и проректор Независимого Московского университета. Создатель и первый руководитель (2001—2003) российско-французской лаборатории (ныне — лаборатория Понселе), затем научный сотрудник этой лаборатории. Принимает активное участие в работе различных школ и семинаров.
В марте 2022 года уехал во Францию к своей дочери (г. Страсбург) в знак несогласия с агрессией России на Украине и президентством Владимира Путина.

## Научная и просветительская деятельность
Основные труды посвящены топологии (в частности, теории узлов и кос), теоретической механике и математической лингвистике. Входил в авторский коллектив, опубликовавший под псевдонимом Джет Неструев монографию «Гладкие многообразия и наблюдаемые».
Известен также педагогическими трудами и является признанным популяризатором науки, в частности, был председателем круглого стола «Математика и общество» на Европейском математическом конгрессе в Париже в 1992 году и приглашённым докладчиком на круглом столе «Популяризация математики» на Международном конгрессе математиков в Мадриде в 2006 году.
Член редколлегии журналов «Moscow Mathematical Journal», «Математические заметки», «Russian Journal of Mathematical Phisycs», «Математическое просвещение» и «Квант».

## Семья
- Отец — Владимир Брониславович Сосинский (имя при крещении Бронислав-Рейнгольд-Владимир Сосинский-Семихат)[5] — прозаик, критик, служил в Белой армии во время Гражданской войны и во Французском Иностранном легионе во время Второй мировой войны, был в немецком плену, потом участвовал в движении французского Сопротивления.
- Мать — Ариадна Викторовна — дочь Виктора Чернова, лидера партии эсеров и председателя Учредительного собрания в 1918 году, разогнанного большевиками.

В 1946 году семья приняла советское гражданство, но во въезде в СССР ей было отказано, и в 1948 году семья переехала в Нью-Йорк, где отец работал в секретариате ООН главным редактором русскоязычного стенографического
отдела. В 1960 году семья переехала в Москву.

## Награды
- Офицер Ордена академических пальм Французской Республики (2004)
- Лауреат Премии Правительства РФ в области образования (2012) (совм. с В. Д. Арнольдом, И. В. Ященко и др.)[6].

## Публикации
- Сосинский А. Б. Монотонно-открытые отображения сферы. // Математический сборник, 66(108):2 (1965), 170—209.
- Сосинский А. Б. Разложение узлов. // Математический сборник, 81(123):1 (1970), 145—158.
- Сосинский А. Б. Гомологии симметрического отношения. // Математический сборник 89(131):2 (10) (1972), 331—339.
- Сосинский А. Б. А не может ли гипотеза Пуанкаре быть неверной? // Тр. МИАН, 247 (2004), 247—251.
- Сосинский А. Б. Формальные штамповые грамматики, // Научно-техническая информация, серия 2, 1992 (12).
- Sossinsky A. Noeuds (Genese d’une theorie mathematique), Editions du Seuil, Paris, 1999.
- Сосинский А. Б. Мыльные плёнки и случайные блуждания. М.: МЦНМО, 2012.

Книги
- Прасолов В. В., Сосинский А. Б. Узлы, зацепления, косы и трёхмерные многообразия. — М.: МЦНМО, 1997.
- Сосинский А. Б. Как написать математическую статью по-английски. — М.: Факториал Пресс, 2000. — 112 с. — ISBN 5-88688-032-1.
- Сосинский А. Б. Узлы и косы. — МЦНМО, 2001. — (Библиотека «Математическое просвещение). — ISBN 5-900916-76-6.
- Сосинский А. Б. Мыльные пленки и случайные блуждания. — 2000. — 24 с. — (Библиотека «Математическое просвещение»). — 4000 экз. — ISBN 5-900916-50-2.
- Сосинский А. Б. Узлы. Хронология одной математической теории. — М.: Бюро Квантум, 2009.
- Сосинский А. Б. Геометрии. — М.: МЦНМО, 2017.
- Сосинский А. Б. Введение в топологию. — М.: МЦНМО, 2020. — 224 с. — 1000 экз. — ISBN 978-5-4439-1463-3.
- Дж. Неструев. Гладкие многообразия и наблюдаемые. — М.: МЦНМО, 2000. — 300 с. — ISBN 5-900916-57-X. Англ. пер.: J. Nestruev. Smooth manifolds and observables. — New York: Springer-Verlag, 2003. — xiv+222 с. — (Grad. Texts in Math., 220). — ISBN 0-387-95543-7. 
Второе англ. издание, исправленное и расширенное: J. Nestruev. Smooth manifolds and observables. — New York: Springer-Verlag, 2020. — XVIII+433 с. — (Grad. Texts in Math., 220). — ISBN 978-3-030-45649-8.